# Madeirabofink
Madeirabofink (Fringilla maderensis) är en fågel i familjen finkar inom ordningen tättingar.

## Utbredning och systematik
Madeirabofinken förekommer endast i ögruppen Madeira, tillhörande Portugal. Den kategoriseras traditionellt som underart till bofinken (F. coelebs). International Ornithological Congress (IOC) delade 2023 dock upp bofinken i fem arter (däribland madeirabofinken), baserat på studier.

## Status och hot
IUCN erkänner ännu inte madeirabofinken som god art, varför dess hotstatus inte bedömts.